# Zutendaal
Zutendaal è un comune belga di 8 678 abitanti, situato nella provincia fiamminga del Limburgo belga.